# 伊桥乡
伊桥乡是浙江省嘉兴市海宁市下的一个乡。位于 30°30'54.32"N,120°39'21.90"E。现已划入海洲街道。

## 行政区划
下辖12个村，

## 历史

### 名人
- 许远：开元年间进士,睢阳太守,将军,唐朝杭州盐官人
- 徐傅强